# West Beckham
West Beckham est un village et une paroisse civile du Norfolk, en Angleterre.